# Praomys lukolelae
Praomys lukolelae es una especie de roedor de la familia Muridae.

## Distribución geográfica
Se encuentra solo en República Democrática del Congo.

## Hábitat
Su hábitat natural son: zonas subtropicales o tropicales, bosques de tierras bajas.

## Estado de conservación
Se encuentra amenazada por la pérdida de su hábitat natural.